# New Girl
New Girl é  uma série de televisão americana que estreou nos Estados Unidos em 20 de setembro de 2011
 na Fox.
Em 28 de setembro de 2011, após apenas dois episódios terem ido ao ar, a Fox encomendou mais onze episódios, fora os treze que foram inicialmente encomendados, totalizando 24 episódios, fazendo da série a primeira da Fall season 2011-2012 a ter uma temporada completa confirmada. No Brasil a série estreou na Fox Brasil no dia 4 de abril. Em Portugal a serie é exibida pelo Fox Comedy desde 9 de maio de 2016 e também exibida na TVI. Em Portugal a série também está disponível até a 4ª temporada na Netflix.
Em 9 de abril de 2012, foi anunciada a renovação de New Girl para uma nova temporada, que estreou em 25 de setembro de 2012
Em 14 de maio de 2017, a Fox renovou a série para uma sétima e última temporada consistindo de oito episódios, que estreou em 10 de abril de 2018  
O final da série foi ao ar em 15 de maio de 2018.

## Sinopse
A série é estrelada por Zooey Deschanel como Jessica "Jess" Day, uma garota esquisita e adorável que descobre que o namorado a traiu e por isso precisa arrumar um novo lugar para morar. Ela acaba arrumando um lugar onde moram três homens: Nick, um barman; Schmidt, um conquistador profissional, e Winston, um ex-jogador de basquetebol. Completam este grupo improvável a esperta amiga modelo de Jess, Cece. Juntos, os amigos tentam ajudar Jess a aprender sobre o amor, a vida e principalmente sobre si mesmo, enquanto ao mesmo tempo, eles aprendem mais sobre si mesmos.

## Elenco

### Principal
- Zooey Deschanel como Jess
- Jake Johnson como Nick
- Max Greenfield como Schmidt
- Lamorne Morris como Winston
- Hannah Simone como Cece
- Damon Wayans, Jr. como Coach (apenas na quarta temporada)

### Recorrente
- Megan Fox como Reagan Lucas, ex colega de Cece e novo interesse amoroso de Nick.
- David Walton como Dr Sam, ex-namorado de Jess.
- Nasim Pedrad como Ally, interesse amoroso de Winston.
- Nelson Franklin como Robby, ex-namorado de Cece.
- Jamie Lee Curtis como Joan Day, mãe de Jess.
- Linda Cardellini como Abby Day, irmã de Jess.
- Zoe Lister-Jones como Fawn Moscato, ex-namorada de Schmidt.
- Lauren Dair Owens como Jess jovem
- Mary Elizabeth Ellis Ellis como Caroline
- Ian Wolterstorff como Spencer Ex-namorado da Jess
- Justin Long como Paul Genzlinger, um professor de música na escola de Jess pelo qual ela sempre teve uma queda.
- Dermot Mulroney como Russell Schiller, namorado temporário de Jess.

## Personagens
- Jessica "Jess" Day (Zooey Deschanel), é uma professora que foi traída por seu namorado e vai morar com três caras em um apartamento. Os três rapazes têm espaço desde que seu antigo colega, Winston Bishop, saiu. Dublada por Sylvia Salustti.
- Nick Miller (Jake Johnson), novo companheiro de quarto de Jess. Nick é um bartender que também passou por um recente término em um relacionamento. Dublado por Jorge Lucas.
- Schmidt (Max Greenfield), novo companheiro de quarto de Jess. Schmidt é o "cretino" estereotipado do grupo. Dublado por Philippe Maia.
- Winston Bishop (Lamorne Morris), novo companheiro de quarto de Jess e o original roommate "falta" que deixou espaço para Jess para passar por Winston retorna de jogar basquete na Letónia no segundo episódio. Dublado por Reinaldo Buzoni.
- Cece Meyers (Hannah Simone), amiga de Jess, uma modelo. Dublada por Adriana Torres.
- Coach (Damon Wayans, Jr.), novo companheiro de quarto da Jess, é um ex-atleta que virou personal trainer. Dublado por Marco Ribeiro

O personagem Coach apareceu apenas no primeiro episódio. Ele, Nick e Schmidt eram originalmente os companheiros de apartamento de Jess, mas com a renovação da série em que ele atuava (Happy Endings), ele teve que abandonar New Girl. No segundo episódio, Winston é apresentado como o antigo morador do apartamento que estava viajando e retorna, fazendo com que Coach tenha que sair. É mencionado que Coach e Winston haviam jogado basquete universitário juntos.

## Produção
A série foi criada, produzida e escrita por Elizabeth Meriwether para a Chermin Entertainment e Fox Television Studios.
A série foi eleita pelo Critics' Choice Television Awards um dos oito seriados mais esperados da nova temporada, votado por jornalistas que assistiram os pilotos das novas séries.

## Audiência
O primeiro episódio teve 10,28 milhões de telespectadores, fazendo com que a série se tornasse líder de audiência no horário de exibição. A boa audiência se manteve nos episódios seguintes, tornando-se a primeira nova sitcom em dez anos a liderar as suas primeiras três noites entre o público alvo. A última vez que isso aconteceu, foi com Step by Step no fall season de 1991.

## Recepção da crítica
New Girl teve recepção geralmente favorável por parte da crítica especializada. Em sua 1ª temporada, com base de 25 avaliações profissionais, alcançou uma pontuação de 66% no Metacritic. Por votos dos usuários do site, atinge uma nota de 7.7, usada para avaliar a recepção do público.